# Luis Ayala Brucil
Luis Miguel Ayala Brucil (Ibarra, 24 settembre 1993) è un calciatore ecuadoriano, difensore del Macará.

## Palmarès

### Club

#### Competizioni nazionali
- Copa Ecuador: 1

LDU Quito: 2019
- Supercoppa ecuadoriana: 2

LDU Quito: 2020, 2021